# Nyree Dawn Porter
Nyree Dawn Porter, vero nome Ngaire Dawn Porter (Napier, 22 gennaio 1936 – Wandsworth, 10 aprile 2001), è stata un'attrice neozelandese naturalizzata britannica.

## Biografia
Dopo aver adottato il nome Nyree (pronuncia fonetica del nome di battesimo Ngaire del popolo Māori) debuttò come attrice professionista sui palcoscenici teatrali nella compagnia dei New Zealand Players Trust, dove iniziò a riscuotere grandi consensi nel ruolo di Jessica ne Il mercante di Venezia di William Shakespeare e Giulietta Moulsworth in Romanoff and Juliet di Peter Ustinov, recitando anche in commedie musicali e nel teatro di rivista.
Trasferitasi a Londra nel 1958, vinse il titolo di Miss Cinema in un concorso organizzato dalla Rank Organisation per nuovi talenti e iniziò ad effettuare provini continuando a recitare in teatro, in Look Who's Here al Fortune Theatre, in Come Blow Your Horn di Neil Simon (dove interpreta il ruolo di Connie) e, più avanti, Sunday in the Park with George di Stephen Sondheim, La dodicesima notte di Shakespeare dove recita il personaggio di Olivia, e in Come vi piace, dove è Rosalind. Effettuò anche una tournée in Australia, con Beyond Reasonable Doubt di Jeffrey Archer e in The King and I di Rodgers e Hammerstein.
Sul grande schermo la sua carriera fu discontinua, comparendo in una decina di film tra il 1960 e il 1998; di rilievo la sua interpretazione della ballerina Margot Fonteyn in Hilary e Jackie. In televisione partecipò a una trentina di serie: il suo primo ruolo da protagonista fu quello di Emma Bovary in Madame Bovary (1964) al quale seguì nello stesso anno quello di Judith Paris nella serie televisiva omonima che però fu cancellata dopo quattro episodi, e quello di Hermione ne I bugiardi (1966). È ricordata principalmente per i ruoli di Irene Forsyte nella serie di grande successo La saga dei Forsyte (1967) che le diede la notorietà internazionale, e quello della contessa Caroline di Contini in Gli invincibili (1971), con Robert Vaughn e Tony Anholt. L'ultimo ruolo televisivo di un certo rilievo lo ottenne nel 1980, quello di Maddie Laurie in For Maddie with Love, accanto a Ian Hendry.
Nel 1970 venne nominata membro dell'Ordine dell'Impero Britannico (OBE) per la sua carriera come attrice televisiva.
Si sposa una prima volta nel 1959 con Byron O'Leary, che muore undici anni dopo per overdose accidentale di droga. Nel 1975 contrae un secondo matrimonio con l'attore Robin Halstead, dopo la nascita della loro figlia, Natalya Francesca Halstead. La coppia divorziò nel 1987.
Muore nell'aprile del 2001 per la leucemia all'età di 65 anni.  Cremata, le sue ceneri vengono sepolte nel Cimitero di Putney Vale.

## Filmografia

### Cinema
- Identity Unknown, regia di Frank Marshall (1960)
- Sentenced for Life, regia di Max Varnel (1960)
- No My Darling Daughter, regia di Ralph Thomas (1961)
- Part-Time Wife, regia di H.M. McCormack (1961)
- Man at the Carlton Tower, regia di Robert Tronson (1961)
- Live Now, Pay Later, regia di Jay Lewis (1962)
- Operation Snatch, regia di Robert Day (1962)
- Non rompete i chiavistelli (The Cracksman), regia di Peter Graham Scott (1963)
- Two Left Feet, regia di Roy Ward Baker (1963)
- Sweets to the Sweet, episodio di La casa che grondava sangue (The House That Dripped Blood), regia di Peter Duffell (1971)
- The Elemental, episodio di La bottega che vendeva la morte (From Beyond the Grave), regia di Kevin Connor (1974)
- Morir... dormir... tal vez soñar, regia di Manuel Mur Oti (1976)
- Hilary e Jackie (Hilary and Jackie), regia di Anand Tucker (1998)

### Televisione
- ITV Play of the Week – serie TV, 3 episodi (1959-1965)
- Deadline Nidnight – serie TV, un episodio (1960)
- Man from Interpol – serie TV, 2 episodi (1960)
- Gioco pericoloso (Danger Man) – serie TV, un episodio (1960)
- Theatre 70 – serie TV, un episodio (1961)
- Agente speciale (The Avengers) – serie TV, episodio 1x17 (1961)
- Drama 61-67 – serie TV, 2 episodi (1961-1963)
- Armchair Theatre – serie TV, 2 episodi (1961-1968)
- I gialli di Edgar Wallace (Edgar Wallace Mysteries) – serie TV, un episodio (1961)
- The Third Man – serie TV, un episodio (1962)
- Corrigan Blake – serie TV, un episodio (1963)
- No Hiding Place – serie TV, un episodio (1963)
- Madame Bovary – serie TV, 4 episodi (1964)
- Ghost Squad – serie TV, un episodio (1964)
- Judith Paris – serie TV, 4 episodi (1964)
- The Indian Tales of Rudyard Kipling – serie TV, un episodio (1964)
- Il Santo (The Saint) – serie TV, episodio 3x04 (1964)
- Love Story – serie TV, un episodio (1964)
- Investigatore offresi (Public Eye) – serie TV, un episodio (1965)
- Thursday Theatre – serie TV, un episodio (1965)
- Sherlock Holmes – serie TV, un episodio (1965)
- Six Shades of Black – serie TV, un episodio (1965)
- Armchair Mystery Theatre – serie TV, un episodio (1965)
- Blackmail – serie TV, un episodio (1965)
- I bugiardi (The Liars) – serie TV, 13 episodi (1966)
- La saga dei Forsyte (The Forsyte Saga) – serie TV, 19 episodi (1967)
- The Gamblers – serie TV, un episodio (1968)
- Never a Cross Word – serie TV, 6 episodi (1968)
- Jane Eyre nel castello dei Rochester (Jane Eyre), regia di Delbert Mann (1970) – film TV
- Gli invincibili (The Protectors) – serie TV, 50 episodi (1972-1974)
- Armchair 30 – serie TV, un episodio (1973)
- Thriller – serie TV, un episodio (1973)
- Doppia sentenza (Softly, Softly: Task Force) – serie TV, un episodio (1976)
- Cronache marziane (The Martians Chronicles) – serie TV, un episodio (1980)
- For Maddie with Love – serie TV, 26 episodi (1980-1981)
- The Mind of David Berglas – serie TV, un episodio (1986)
- David Copperfield – serie TV, 3 episodi (1986)

## Doppiatrici italiane
Nelle versioni italiane dei suoi film e serie televisive, Nyree Dawn Porter è stata doppiata da:
- Melina Martello in La saga dei Forsyte
- Miranda Bonansea in La casa che grondava sangue
- Gabriella Genta ne Gli invincibili
- Anna Miserocchi in Jane Eyre nel castello dei Rochester
- Patrizia Salerno in Hilary e Jackie